# Cardioscarta quadrifasciata
Cardioscarta quadrifasciata är en insektsart som beskrevs av Carl von Linné 1758. Cardioscarta quadrifasciata ingår i släktet Cardioscarta och familjen dvärgstritar. Inga underarter finns listade i Catalogue of Life.